# Ben More (Crianlarich)
Pour les articles homonymes, voir Ben More.
Le Ben More (en gaélique écossais : Beinn Mhòr ; litt. « grande montagne ») est une montagne écossaise située à proximité du village de Crianlarich, en Breadalbane, dans le sud des Highlands. Il atteint 1 174 m d'altitude, ce qui en fait un munro. Il est situé dans le parc national du Loch Lomond et des Trossachs, dont il est le point culminant.